# حزب کارگران باربادوس
حزب کارگران باربادوس از احزاب کمونیست این کشور است. این حزب در ۱۹۸۵ توسط دکتر جورج بل تشکیل شد.